# American Federation of Labor
Die American Federation of Labor (in den Vereinigten Staaten umgangsspr. AF of L, kurz AFL, heute American Federation of Labor and Congress of Industrial Organizations (AFL-CIO)) war einer der ersten Facharbeitergewerkschaftsbünde in den USA.
Er wurde am 8. Dezember 1886 von Samuel Gompers als Reorganisation seines Vorgängers, der „Federation of Organized Trades and Labor Unions“, in Columbus (Ohio) gegründet. Gompers war bis zu seinem Tode im Jahr 1924 Präsident der AFL.
Die AFL war in der ersten Hälfte des 20. Jahrhunderts die größte Gewerkschaftsvereinigung in den USA, auch nachdem die radikalere Untergruppe „Congress of Industrial Organizations“ (CIO) den Verband 1938 verließ.
Die AFL vertrat eine „reine und einfache“ Gewerkschaftspolitik. Diese stand im Gegensatz zu den radikaleren „Industrial Workers of the World“ (IWW). Die AFL konzentrierte sich auf die direkten, aktuellen Forderungen der Arbeiter und stellte die Rechte der Eigentümer der Produktionsmittel im Kapitalismus nicht in Frage. Sie favorisierte taktische Unterstützung für einzelne Politiker und nicht die Formation einer Partei, welche die Interessen der Arbeiter vertrat.
1955 vereinigte sie sich wieder mit dem CIO und existiert heute als AFL-CIO. Im Juli/August 2005 traten zahlreiche Gewerkschaften (darunter mit der Dienstleistungsgewerkschaft SEIU die größte Einzelgewerkschaft) aus und formierten sich unter dem neuen Dachverband „Change to Win“.

## Präsidenten der AFL 1886–1955
- 1886–1894: Samuel Gompers
- 1894–1895: John McBride
- 1895–1924: Samuel Gompers
- 1924–1952: William Green
- 1952–1955: George Meany, danach auch Präsident der AFL-CIO